# جامعة لورنتيان
جامعة لورانس هي جامعة عامة في كندا، تأسست عام 1960. تقع في مدن غريتر سودبوري، باري، هيرست، كابوسكاسينغ، تيمينز.

## وصلات خارجية
- الموقع الرسمي